# 레니노고르스크 (러시아)

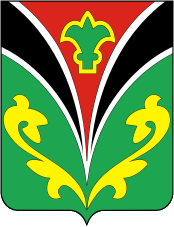
시 문장

레니노고르스크(러시아어: Лениного́рск, 타타르어: Түбән Кама/Tübän Kama)는 러시아 타타르 공화국 남동부에 위치한 도시로, 인구는 66,592명(2002년 기준)이다. 카잔(타타르 공화국의 수도)에서 남동쪽으로 322km 정도 떨어진 곳에 위치한다. 1948년 건설되었으며 1955년 시로 승격되었다. 도시 이름은 러시아의 혁명가인 블라디미르 레닌에서 유래된 이름이다.